# Terre de Zichy
La Terre de Zichy (en russe : Земля Зичи, Zemlia Zitchi) est un sous-groupe de l'archipel François-Joseph.

## Géographie
Située au centre de l'archipel, elle regroupe une dizaine d'îles. Au sud-ouest se trouve un large détroit nommé détroit de Markham (Пролив маркама, Proliv Markama). La Terre de Zichy s'étire sur 114 km du nord au sud, de l'île Karl-Alexander à l'île Champ. Son point culminant est situé sur l'île Wiener Neustadt à 620 m d'altitude.

## Histoire
Elle a été nommée en l'honneur du comte Ödön Edmund Zichy (1811-1894) qui fut avec le comte Johann Nepomuk Wilczek, le second plus gros sponsor de l'expédition de Julius von Payer dans l'archipel (1872-1874).
|  |  |

## Îles principales du sous-groupe
Du nord au sud :
- Île Karl-Alexander
- Île Rainer
- Île Jackson
- Île Payer
- Île Greely
- Île Ziegler
- Île Salisbury
- Île Wiener Neustadt
- Île Luigi
- Île Champ